# Avenue Vélasquez
L’avenue Vélasquez est une courte voie du 8e arrondissement de Paris.

## Situation et accès
Elle relie le parc Monceau au boulevard Malesherbes et est fermée de grilles à chacune de ses extrémités.

## Origine du nom

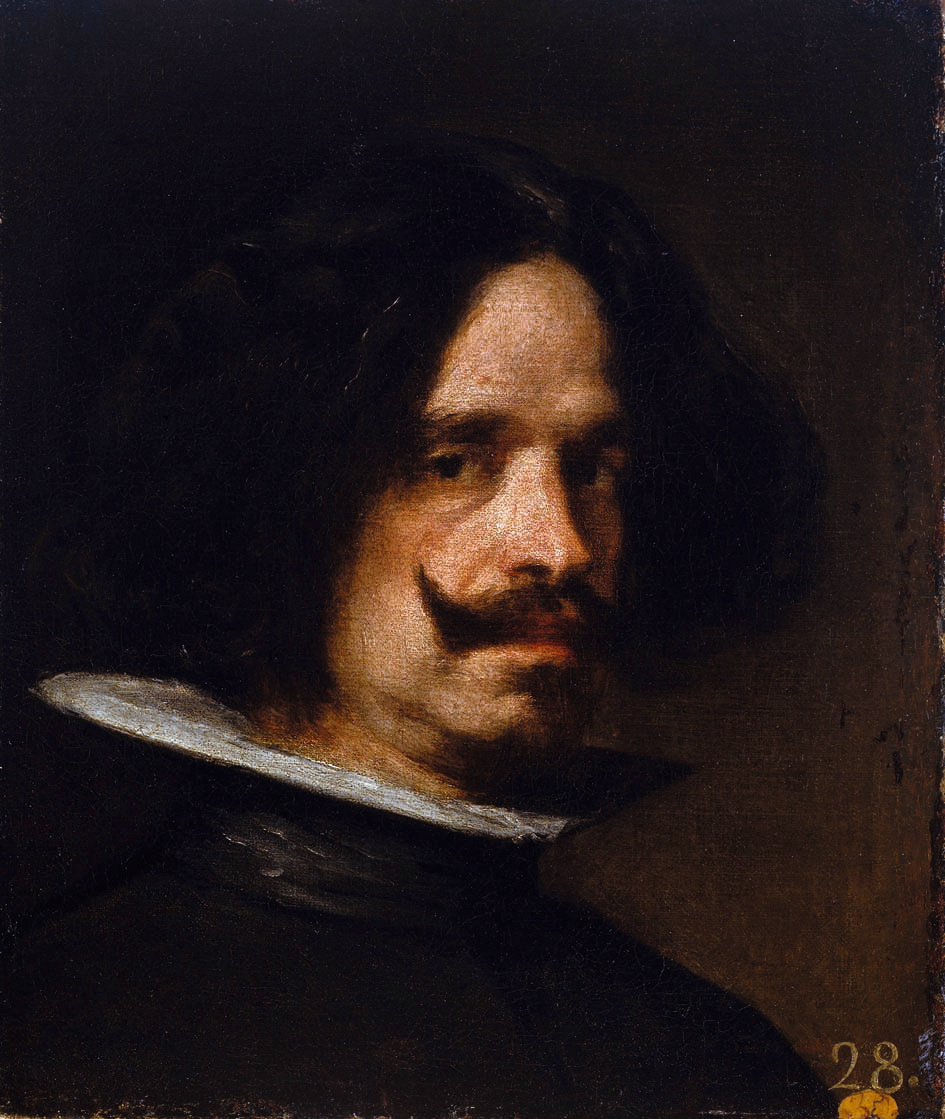
Le peintre Diego Vélasquez (1599-1660), Autoportrait.

L’avenue Vélasquez tire son nom du peintre espagnol Diego Vélasquez (1599-1660), selon le système de nommage des voies adjacentes au parc Monceau, qui rendent hommage à des peintres du XVIIe siècle (rue Rembrandt, avenue Ruysdael, rue Murillo, avenue Van-Dyck).

## Historique
Cette avenue située près du parc Monceau est ouverte en 1861 et prend son nom actuel en 1869.
En octobre 1896, à l'occasion de leur visite en France, le tsar russe Nicolas II et son épouse Alexandra se rendent à l'église de la rue Daru. Située sur le trajet (le carrosse passe par le parc Monceau), l'avenue Vélasquez est décrite comme « noire de monde », alors que certains parmi la foule grimpent aux grilles du parc pour apercevoir le couple impérial.
Frédéric Beigbeder y fait référence dans son livre Nouvelles sous ecstasy : « Avenue Vélasquez dans le VIIIe arrondissement. Une impasse qui donne sur le parc Monceau ».

## Bâtiments remarquables et lieux de mémoire
- No 2 : ancienne propriété de Jules et Amicie Lebaudy, « l'hôtel du no 2, qui est à l'angle du boulevard Malesherbes, fut la résidence de Mme Back de Surany, qui était viennoise et dans le salon de qui la musique était naturellement à l'honneur. Les résines synthétiques et les vernis artificiels ont aujourd'hui [1954] conquis cette demeure[2]. » Consulat de Perse (en 1910)[3]. Siège de l'Agence française des investissements internationaux.
- No 3 : hôtel particulier de Mme Aroux.
- No 4 : hôtel particulier de Jules Goüin (1846-1908), président de la Société de construction des Batignolles et régent de la Banque de France. Sa veuve, née Marie-Thérèse Singer (1856-1909), petite-fille de Luigi Lablache, fut assassinée dans un train par un permissionnaire ivre et son corps jeté sur le ballast de la ligne Paris-Fontainebleau[2]. L'hôtel passa ensuite à leur fils, Édouard-Ernest Goüin (1876-1922). Surélevé pour les Goüin en 1909, sur les plans de l'architecte Cintrat.
- No 5 : hôtel particulier construit « en pierres, moellons et pans de bois[4] » pour Alfred Chauchard, fondateur des Grands Magasins du Louvre et collectionneur. Il abritait son importante collection de peintures, léguée en 1909 au musée du Louvre. « Sur la façade figure encore une gueule de lion, ce “lion du Louvre” qu'Aimé Morot avait été chargé de dessiner[5]. » Il est le siège de Warner Bros. France de 1929 à 1971, d'UGC de 1972 à 1984, de la direction générale de la BRED de 1988 à 1993 puis de la Société civile des auteurs multimédia (SCAM) depuis 1998.
- No 6 : hôtel particulier construit en 1901 pour M. R. Jameson[3]. Propriété par la suite du baron de Boucheporn. École primaire Valmonceau de l'Opus Dei et Caisse autonome de retraite des médecins de France (CARMF) Curtis, Mallet-Prevost, Colt & Mosle (en).
- No 7 : hôtel particulier construit pour le financier Henri Cernuschi par William Bouwens van der Boijen en 1873-1874. Cernuschi y réunit d’immenses collections d’art d’Extrême-Orient, données à la ville de Paris ; l'hôtel abrite aujourd'hui le musée Cernuschi. « Je gage que les visiteurs du musée Cernuschi pensent que l'hôte de l'avenue Vélasquez ne vivait pas dans le décor qu'ils contemplent. Et pourtant il y vivait. Il vivait au milieu de ces divinités monstrueuses, entre des meubles qui étaient surtout des vitrines. On osait à peine s'asseoir sur une chaise tant on avait le sentiment que c'était celle du gardien. […] Il donna des fêtes somptueuses ; il avait le goût des bals masqués et mon frère a gardé le souvenir d'une certaine soirée à laquelle il lui fut donné d'assister, en 1896. Le maître de la maison était alors un vieillard, mais toujours plein de feu. Abel Hermant a décrit avec beaucoup de verve une autre redoute où une brillante cohorte costumée et travestie se pressait autour du grand bouddha de bronze. Le docteur Charcot était venu en sauvage tenant en laisse un chien danois camouflé en lion. George Moore était en pierrot. Les salons étaient illuminés à l'électricité : c'était la première fois qu'une maison parisienne utilisait ce mode d'éclairage, mais c'était avant l'invention des lampes à filaments[6]. Les femmes n'osaient pas encore se farder et, sous une lumière impitoyable, elles avaient des visages aux teints cadavériques. Vers cinq heures du matin, et sans doute pour ranimer un entrain qui commençait à se ralentir avec les premières lueurs de l'aube, M. Cernuschi se dressa tout à coup au milieu de ses invités. Il brandissait un drapeau tricolore et il entonna une vibrante Marseillaise[7]. » L'architecte Alfred Vaudoyer travaille dessus en 1888.
- No 8 : hôtel particulier construit par l'architecte Pellechet (1829-1903) pour le banquier écossais Jean Conrad Jameson, qui avait acquis la parcelle de 1 200 m2 dès 1866. Démoli en 1968 et remplacé par un immeuble d'habitation de 7 étages.

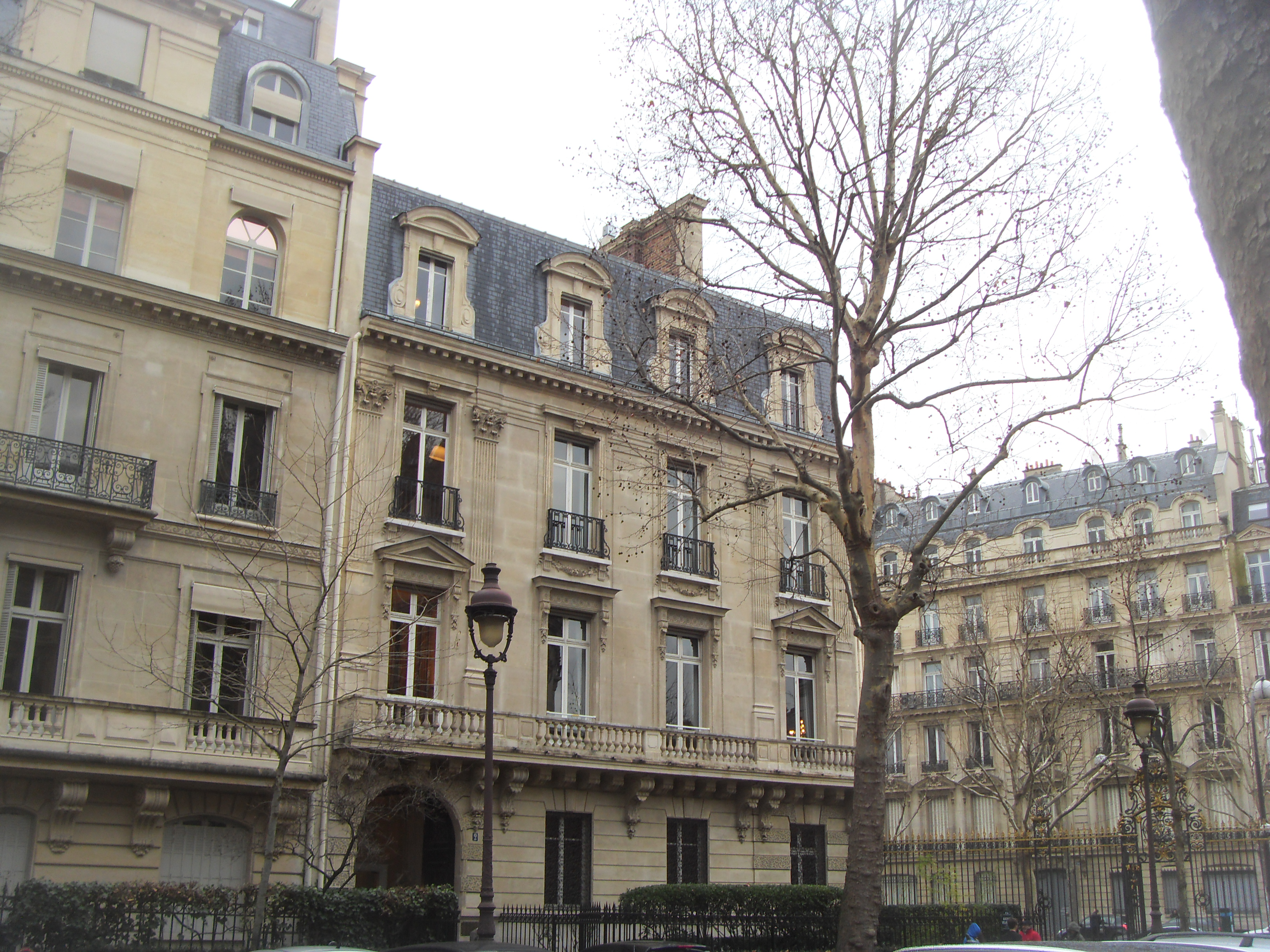
Le no 2.
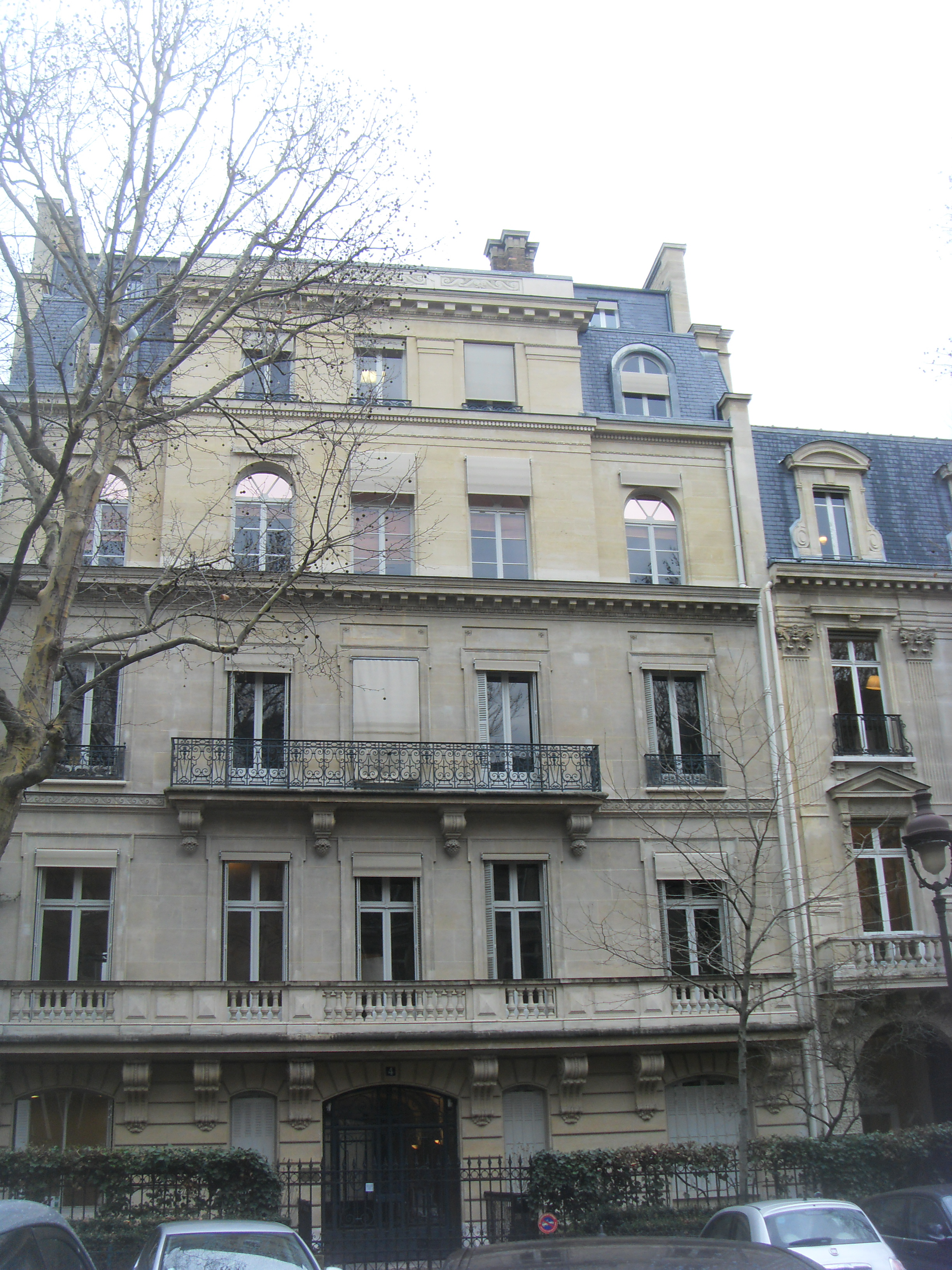
Le no 4.
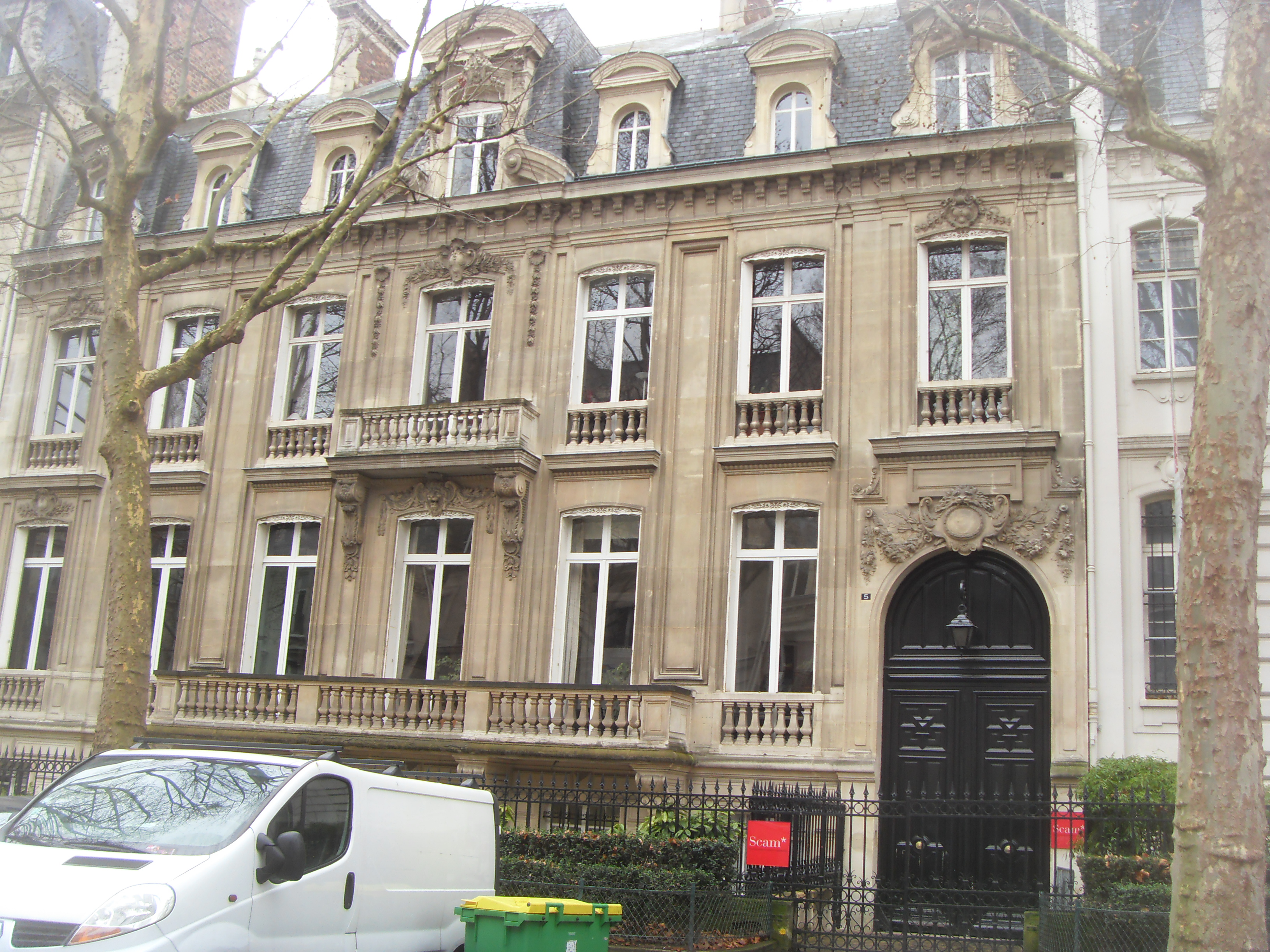
Le no 5.
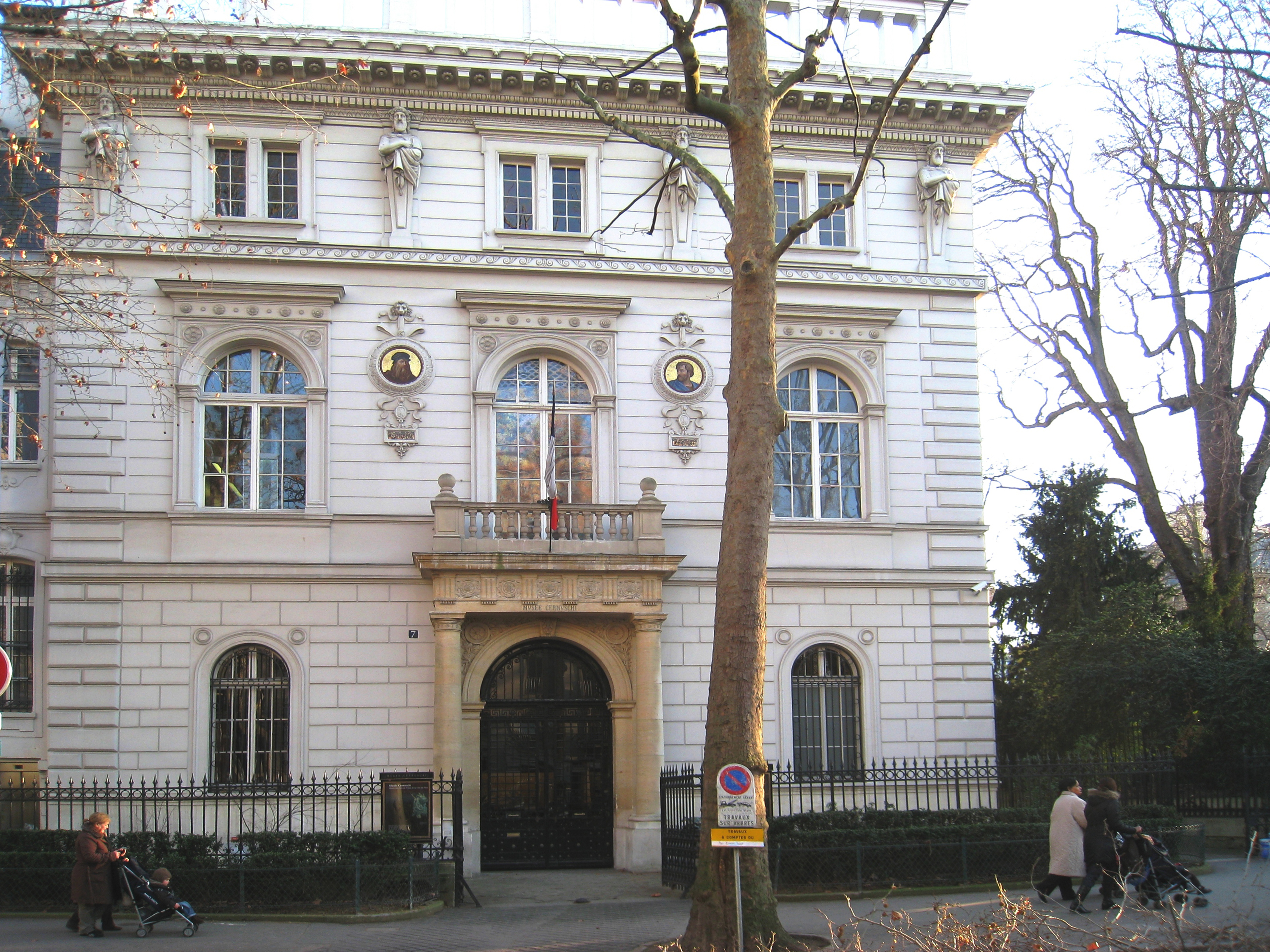
Le no 7, aujourd'hui musée Cernuschi.